# Petra, criada para todo
Petra, criada para todo, és un personatge de ficció d'una sèrie de còmics del dibuixant català Josep Escobar i Saliente, que es va publicar per primera vegada al número 1.204 de la revista Pulgarcito el 1954.
La protagonista de la sèrie és Petra, una xica de fer feines, baixeta i un poc grosseta (encara que, amb el temps, Escobar la va anar dibuixant més esvelta), d'enorme nas i característic pentinat à la garçonne. Duu sempre uniforme de dona de fer feines: vestit negre amb còfia i davantal blanc. Procedeix del camp (en alguna historieta és visitada pels seus parents), i no acaba d'adaptar-se a la vida de la ciutat. Petra és la criada o minyona de Doña Patro, alta, grassa i d'abundant cabellera rossa. L'humorisme de la sèrie sorgeix de la relació entre mestressa i criada: se satiritza tant la ingenuïtat rural de Petra com les pretensions de la irascible i exigent Doña Patro.

## Vida quotidiana
Petra, és una dona forta com una pedra com indica el seu nom això li permet d'enfrontar-se a la vida amb noblesa i dignitat, és una dona vinguda d'un poble petit i la ciutat és molt més complexa, però malgrat les mancances que pugui tenir no té res de ximple i és capaç d'enfrontar-se a les situacions adverses que se li presenten. Sempre va vestida amb l'uniforme típic de criada, vestit negra, davantal i còfia de color blanc. Aquest vestit tan sols se'l treu quan va d'excursió al camp.

## Autors
L'autor de la sèrie era Josep Escobar. Segons l'autor, el personatge està inspirat en una tal María que va conèixer quan treballava a l'oficina de telègrafs de Granollers. Com Petra, la maria treballava de criada i també enyorava constantment el seu poble, a la província d'Osca.

## Dades de Publicació
La sèrie es va continuar publicant a la revista Pulgarcito fins que va desaparèixer a mitjans dels anys 1980.
Publicacions on s'ha publicat el Personatge
L'any és el corresponent a l'edició del primer número de la publicació.
| Publicació       | Any de Publicació | Editorial                 | Format  | Enquadernació | Mides       | Números publicats | Es publica als números |
| ---------------- | ----------------- | ------------------------- | ------- | ------------- | ----------- | ----------------- | --- |
| Pulgarcito       | 1946-1981         | Editorial Bruguera, S. A. | Quadern | Grapa         | 21 x 16 cm. | 1755              | 41,69,77,78,79,80,1204,1763,1767,1886,1926,1995,2004,2034,2038,2040, 2116,2127,2128,2131,2136,2139,2143,2152,2153,2155,2156,2159, 2236,2261,2280,2302,2368, 2439,2457,2464,2465,2499,2566,2567 |
| DDT              | 1967-1978         | Editorial Bruguera, S. A. | Quadern | Grapa         | 26 x 18 cm  | 593               | 38 |
| Super Pulgarcito | 1970-1983         | Editorial Bruguera, S. A. | Quadern | Grapa         | 27 x 19 cm  | 152               | 90,106,114,120,128,132,135,137 |
| OLÉ!             | 1971-1986         | Editorial Bruguera, S. A. | Llibre  | Rústica       | 26 x 18 cm  | 325               | 172,297,305 |